# Renault Clio I
Renault Clio I (type 57) er den første modelgeneration af minibilen Clio fra Renault.

## Modelhistorie
Clio (type 57) var i produktion fra juni 1990 til februar 1998. Modellen blev valgt til Årets Bil i Europa 1991.
Modelserien blev modificeret to gange og er derved opdelt i tre "undergenerationer".
Det første, mindre facelift (Phase II) fandt sted i marts 1994, hvor kofangerne blev lakeret i bilens farve (hidtil kun på visse versioner). Også baglygterne og sidespejlene blev modificeret.
De største modifikationer fandt sted ved det næste facelift (Phase III) i september 1996 med modificerede forlygter og en standardmonteret tredje bremselygte.
- Renault Clio
(1994–1996)
- Bagfra
- Renault Clio
(1996–1998)

## Udstyr
RL
Forrudevisker med to hastigheder og viske/vaske-tipkontakt; fralægningsrum i førerdøren; justerbare nakkestøtter; højdejusterbare sikkerhedsseler foran; selelåse integreret i sæderne; fremklappeligt bagsæde; fuldt beklædte A-, B- og C-søjler; forberedelse for senere montering af bilradio; el-bagrude.
RN
Som RL samt bagrudevisker/-vasker; ur; askebæger bagtil; makeupspejl i førersiden; radioafdækning; belyst og beklædt bagagerum; dørbeklædninger med stofindsats; handskerum med klap.
RT
Som RN samt centrallåsesystem med infrarød fjernbetjening; el-ruder foran; velourindtræk; oliestandsmåler; justerbar instrumentbelysning; læsespots; oplukkelige bageste sideruder (tredørs); varmluftdyser til bagsæde. Fra Phase II ligeledes forlænget instrumentbræt med fralægningsrum og ur. På urets gamle plads blev der monteret en møntboks.
Clio 16V
Topmodel, introduceret i sommeren 1991. Kofangere i bilens farve med integreret spoiler, bredere forskærme og tagspoiler monteret oven over bagruden. I kabinen var Clio 16V udstyret med sportssæder (som ekstraudstyr i læder), læderrat og -gearknop, et modificeret instrumentbræt med integrerede ekstrainstrumenter (olietemperatur, olietryk og oliestand).
Yderligere udstyrsvarianter
- Prima (basismodel uden ekstraudstyr – markedsført som billig indstigningsmodel)
- Graffiti (med kassetteradio og soltag – fandtes kun i blå, lyserød, hvid og sort)
- Campus (basismodel ligesom Renault 5 Campus og Clio Prima)
- Baccara (Phase I/II) / Initiale (Phase III) (luksusmodel med læderindtræk, dørhåndtag i krom, klimaanlæg, specielle 14" letmetalfælge og træindlæg)
- Caribe, Chiemsee, Fidji, Grand Prix, Limited, Maxi, Mexx, Oasis, RTi, RSi, Williams

Derudover fandtes der mellem 1992 og 1996 cabriolet-ombygningssæt til bilen, som blev solgt gennem Renaults tuningsfirma Elia-AG. En direkte cabriolet fandtes kun som prototype i ét enkelt eksemplar, som så vidt bekendt er udstillet hos Renault i Frankrig. Alle andre Clio-cabrioleter er ombyggede. Som oftest var forbilledet tredørsmodellen i udstyrsvarianterne RL, RN, Prima, Graffiti eller Campus.
Disse ombygninger er alment kendte og berygtede for en noget kompliceret håndtering og en vis utæthed. Kalechen er kun en regnbeskyttelse og ikke et rigtigt tag. Der findes to udgaver: På tidlige udgaver fastholdes kalechen med trykknapper i siderne, mens den på senere udgaver er monteret med en befæstigelsesbøjle.

## Tekniske data

### 1,1 til 1,4 liter
|                                                | 1.1                 | 1.2                 | 1.2                      | 1.2                      | 1.4                         | 1.4                             | 1.4                         | 1.4                             |
| Byggeperiode                                   | 6/1990−12/1995      | 6/1990−9/1996       | 6/1990−12/1996           | 1/1996−2/1998            | 6/1990−2/1998               | 1/1991−2/1998                   | 1/1991−9/1996               | 9/1996−2/1998                   |
| Udstyrsvarianter                               |                     |                     | RL, RN, RT, Prima        | RN, Campus               | RN, RT, RTi, Baccara        | RN, RT, RTi, Baccara            | RN, RT, RTi, Baccara        | RT, RTi, Mexx                   |
| Motordata                                      |                     |                     |                          |                          |                             |                                 |                             |                                 |
| Motorkode                                      | C1E                 | C3G 720             | E7F 700/706/708/750      | D7F 730                  | E6J 718/728                 | E7J 601/718/719/754             | E7J 756                     | E7J 757                         |
| Motortype                                      | R4-benzinmotor      | R4-benzinmotor      | R4-benzinmotor           | R4-benzinmotor           | R4-benzinmotor              | R4-benzinmotor                  | R4-benzinmotor              | R4-benzinmotor                  |
| Antal ventiler pr. cylinder                    | 2                   | 2                   | 2                        | 2                        | 2                           | 2                               | 2                           | 2                               |
| Ventilstyring                                  | OHV, kæde           | OHV, kæde           | OHC, tandrem             | OHC, tandrem             | OHC, tandrem                | OHC, tandrem                    | OHC, tandrem                | OHC, tandrem                    |
| Fødesystem                                     | Karburator          | Monopoint           | Monopoint                | Multipoint               | Karburator                  | Monopoint                       | Monopoint                   | Monopoint                       |
| Trykladning                                    | –                   | –                   | –                        | –                        | –                           | –                               | –                           | –                               |
| Køling                                         | Vandkøling          | Vandkøling          | Vandkøling               | Vandkøling               | Vandkøling                  | Vandkøling                      | Vandkøling                  | Vandkøling                      |
| Boring × slaglængde                            | 70,0 × 72,0 mm      | 74,0 × 72,0 mm      | 75,8 × 64,9 mm           | 69,0 × 76,8 mm           | 75,8 × 77,0 mm              | 75,8 × 77,0 mm                  | 75,8 × 77,0 mm              | 75,8 × 77,0 mm                  |
| Slagvolume                                     | 1108 cm³            | 1239 cm³            | 1171 cm³                 | 1149 cm³                 | 1390 cm³                    | 1390 cm³                        | 1390 cm³                    | 1390 cm³                        |
| Kompressionsforhold                            | 8,8:1               | 9,2:1               | 9,5:1                    | 9,6:1                    | 9,5:1                       | 9,5:1                           | 9,5:1                       | 9,5:1                           |
| Maks. effekt ved omdr./min.                    | 35 kW (48 hk) 5250  | 40 kW (54 hk) 5300  | 40/43 kW (54/58 hk) 6000 | 40/43 kW (54/58 hk) 5250 | 59 kW (80 hk) 5750          | 58 kW (79 hk) 6000              | 55 kW (75 hk) 5750          | 55 kW (75 hk) 6000              |
| Maks. drejningsmoment ved omdr./min.           | 78 Nm 2500          | 90 Nm 2800          | 83−88 Nm 3500            | 93 Nm 2500               | 107 Nm 3500                 | 107 Nm 3500                     | 107 Nm 3500                 | 107 Nm 4000                     |
| Kraftoverførsel                                |                     |                     |                          |                          |                             |                                 |                             |                                 |
| Drivende hjul                                  | Forhjul             | Forhjul             | Forhjul                  | Forhjul                  | Forhjul                     | Forhjul                         | Forhjul                     | Forhjul                         |
| Gearkasse (standardudstyr)                     | 4-trins manuel      | 5-trins manuel      | 5-trins manuel           | 5-trins manuel           | 5-trins manuel              | 5-trins manuel                  | 5-trins manuel              | 5-trins manuel                  |
| Gearkasse (ekstraudstyr)                       | 5-trins manuel      | –                   | –                        | –                        | 3- eller 4-trins automatisk | 3- eller 4-trins automatisk     | 3- eller 4-trins automatisk | 4-trins automatisk              |
| Præstationer                                   |                     |                     |                          |                          |                             |                                 |                             |                                 |
| Topfart                                        | 145 km/t            | 150 km/t            | 155 km/t                 | 160 km/t                 | 175 km/t (170 km/t)         | 175 km/t (170 km/t)             | 175 km/t (170 km/t)         | 175 km/t (167 km/t)             |
| Acceleration 0-100 km/t                        | 17,0 sek.           | 14,5 sek.           | 15,0 sek.                | 13,5 sek.                | 11,2 sek. (15,0 sek.)       | 11,2 sek. (15,0 sek.)           | 11,3 sek. (15,0 sek.)       | 11,2 sek. (16,0 sek.)           |
| Brændstofforbrug pr. 100 km ved blandet kørsel | 6,9 liter Blyfri 95 | 7,4 liter Blyfri 95 | 7,3 liter Blyfri 95      |                          |                             | 8,3 liter (9,0 liter) Blyfri 95 | 8,3 liter Blyfri 95         | 7,8 liter (8,0 liter) Blyfri 95 |

1. ↑  Værdier i parentes gælder for versioner med automatgear
2. ↑  Med 5-trins gearkasse: 146 km/t

### 1,7 til 2,0 liter samt diesel
|                                                | 1.7                 | 1.8                  | 1.8                  | 1.8                 | 1.8                 | 1.8 16V             | 2.0 16V              | 1.9 d              |
| Byggeperiode                                   | 6/1990−2/1994       | 6/1990−8/1995        | 8/1995−2/1998        | 1/1993−8/1995       | 8/1995−2/1998       | 1/1991−5/1994       | 6/1994−12/1997       | 1/1991−2/1998      |
| Udstyrsvarianter                               |                     | RT, Baccara          | Initiale             | RSi                 | RSi                 | 16V                 | Williams             | RL, RN, Campus     |
| Motordata                                      |                     |                      |                      |                     |                     |                     |                      |                    |
| Motorkode                                      | F2N 770             | F3P 710/714/754      | F3P 755              | F3P 712             | F3P 758             | F7P 722             | F7R 700              | F8Q 730/732        |
| Motortype                                      | R4-benzinmotor      | R4-benzinmotor       | R4-benzinmotor       | R4-benzinmotor      | R4-benzinmotor      | R4-benzinmotor      | R4-benzinmotor       | R4-dieselmotor     |
| Antal ventiler pr. cylinder                    | 2                   | 2                    | 2                    | 2                   | 2                   | 4                   | 4                    | 2                  |
| Ventilstyring                                  | OHC, tandrem        | OHC, tandrem         | OHC, tandrem         | OHC, tandrem        | OHC, tandrem        | DOHC, tandrem       | DOHC, tandrem        | OHC, tandrem       |
| Fødesystem                                     | Karburator          | Monopoint            | Multipoint           | Multipoint          | Multipoint          | Multipoint          | Multipoint           | Forkammer          |
| Trykladning                                    | –                   | –                    | –                    | –                   | –                   | –                   | –                    | –                  |
| Køling                                         | Vandkøling          | Vandkøling           | Vandkøling           | Vandkøling          | Vandkøling          | Vandkøling          | Vandkøling           | Vandkøling         |
| Boring × slaglængde                            | 81,0 × 83,5 mm      | 82,7 × 83,5 mm       | 82,7 × 83,0 mm       | 82,7 × 83,5 mm      | 82,7 × 83,0 mm      | 82,0 × 83,5 mm      | 82,7 × 93,0 mm       | 80,0 × 93,0 mm     |
| Slagvolume                                     | 1721 cm³            | 1794 cm³             | 1783 cm³             | 1794 cm³            | 1783 cm³            | 1764 cm³            | 1998 cm³             | 1870 cm³           |
| Kompressionsforhold                            | 9,5:1               | 9,7:1                | 9,8:1                | 9,8:1               | 9,8:1               | 10,0:1              | 10,0:1               | 21,5:1             |
| Maks. effekt ved omdr./min.                    | 66 kW (90 hk) 5700  | 65 kW (88 hk) 5750   | 66 kW (90 hk) 5000   | 80 kW (109 hk) 5500 | 79 kW (107 hk) 5500 | 99 kW (135 hk) 6500 | 108 kW (147 hk) 6100 | 47 kW (64 hk) 4500 |
| Maks. drejningsmoment ved omdr./min.           | 135 Nm 3000         | 142 Nm 2750          | 148 Nm 3500          | 155 Nm 4250         | 150 Nm 2750         | 158 Nm 4250         | 175 Nm 4500          | 118 Nm 2250        |
| Kraftoverførsel                                |                     |                      |                      |                     |                     |                     |                      |                    |
| Drivende hjul                                  | Forhjul             | Forhjul              | Forhjul              | Forhjul             | Forhjul             | Forhjul             | Forhjul              | Forhjul            |
| Gearkasse (standardudstyr)                     | 5-trins manuel      | 5-trins manuel       | 5-trins manuel       | 5-trins manuel      | 5-trins manuel      | 5-trins manuel      | 5-trins manuel       | 5-trins manuel     |
| Gearkasse (ekstraudstyr)                       | –                   | 4-trins automatisk   | 4-trins automatisk   | –                   | –                   | –                   | –                    | –                  |
| Præstationer                                   |                     |                      |                      |                     |                     |                     |                      |                    |
| Topfart                                        | 185 km/t            | 185 km/t (180 km/t)  | 185 km/t (180 km/t)  | 195 km/t            | 195 km/t            | 209 km/t            | 215 km/t             | 161 km/t           |
| Acceleration 0-100 km/t                        | 9,9 sek.            | 9,9 sek. (10,9 sek.) | 9,9 sek. (10,9 sek.) | 8,9 sek.            | 8,9 sek.            | 8,0 sek.            | 8,3 sek.             | 14,8 sek.          |
| Brændstofforbrug pr. 100 km ved blandet kørsel | 7,6 liter Blyfri 95 | 7,6 liter Blyfri 95  | 7,6 liter Blyfri 95  | 7,9 liter Blyfri 95 | 7,9 liter Blyfri 95 | 7,7 liter Blyfri 95 |                      | 6,6 liter Diesel   |

1. ↑  Værdier i parentes gælder for versioner med automatgear

## Sikkerhed
Det svenske forsikringsselskab Folksam vurderer flere forskellige bilmodeller ud fra oplysninger fra virkelige ulykker, hvorved risikoen for død eller invaliditet i tilfælde af en ulykke måles. I rapporterne Hur säker är bilen? er/var Clio i årgangene 1991 til 1998 klassificeret som følger:
- 1999: Mindst 20 % dårligere end middelbilen[4]
- 2001: Mindst 20 % dårligere end middelbilen[5]
- 2003: Ned til 15 % dårligere end middelbilen[6]
- 2005: Ned til 15 % dårligere end middelbilen[7]
- 2007: Dårligere end middelbilen[8]
- 2009: Dårligere end middelbilen[9]
- 2011: Dårligere end middelbilen[10]
- 2013: Som middelbilen[11]
- 2015: Som middelbilen[12]
- 2017: Mindst 20 % dårligere end middelbilen[13]

## Specialmodeller
- Renault Clio Bebop
- Renault Clio RN Graffiti
- Renault Clio Campus
- Renault Clio Caribe
- Renault Clio Chiemsee
- Renault Clio Limited
- Renault Clio Maxi
- Renault Clio Mexx
- Renault Clio Oasis

### Clio 16V
Clio 16V var udstyret med en 1,8-litersmotor med 99 kW (135 hk), og blev mellem starten af 1991 og midten af 1994 fremstillet i ca. 30.000 eksemplarer. Derudover blev der i 1995 til ære for Michael Schumacher, som i Benetton-Renault havde vundet F1-titlen, fremstillet 500 eksemplarer af specialmodellen Grand-Prix.
Til ære for Formel 1-teamchefen Frank Williams blev modellen Clio Williams fremstillet mellem midten af 1994 og slutningen af 1997. Denne til 5.000 eksemplarer begrænsede specialmodel var udstyret med en 2,0-liters 16V-motor med 108 kW (147 hk).
I 1995 fandtes der en specialmodel med navnet Swiss Champion, som i virkeligheden var en ny udgave af Williams-modellen. Den blev kun fremstillet i 500 eksemplarer. Modellen blev bygget af Renault, da Nigel Mansell for første gang var blevet Formel 1-verdensmester med Williams-Renault.